# Zličín (métro de Prague)
Pour les articles homonymes, voir Zličín.
Zličín est une station de métro à Prague, en Tchéquie. Terminus occidental de la ligne B du métro de Prague, elle est ouverte depuis le 11 novembre 1994.